# Inskrivning
Denna artikel handlar om inskrivning i fastighetsrätt. Se mönstring för inskrivning i totalförsvarsplikt.
Inskrivning kallas registrering av någon eller något. Begreppet används särskilt om den registrering av förhållanden om fastigheter som inskrivningsmyndigheten gör. Det gäller ärenden om lagfart, inteckning eller annan inskrivning. Annan inskrivning är sådan information som ska skrivas in tillsammans med nämnda ärenden i vissa fall eller exempelvis avtalsservitut, andra nyttjanderätter och rätt till elektrisk kraft. Även inskrivning av förklaring om tillbehör till fastighet är inskrivningsärende.